# Pacifische aratinga
De Pacifische aratinga (Psittacara strenuus; synoniem: Aratinga strenua) is een vogel uit de familie Psittacidae (papegaaien van Afrika en de Nieuwe Wereld). 

## Verspreiding en leefgebied
Deze soort komt voor van zuidelijk Mexico tot noordelijk Nicaragua.

## Status
De Pacifische aratinga komt niet als aparte soort voor op de lijst van het IUCN, maar is daar een ondersoort van de groene aratinga (P. holochlorus strenuus).